# Una noche terrible
Una noche terrible (Une nuit terrible) es una película muda de la productora francesa Star Film del año 1896, del director pionero Georges Méliès. Numerada como la n° 26 en sus catálogos, se publicitó como una obra cómica.

## Sinopsis
Un hombre trata de dormir, pero se ve perturbado por un insecto gigante que trepa por la cama y la pared. Ataca a este con una escoba y lo arroja en un orinal que tiene en un compartimiento de la mesita de noche.

## Producción
Una noche terrible es anterior al uso que Méliès hace de los efectos especiales cinematográficos en sus películas (la primera película conocida de Méliès con efectos de cámara es Desaparición de una dama en el teatro Robert-Houdin, realizada más tarde en 1896). Por el contrario, el insecto gigante es un soporte de cartón controlado con alambre.
La película se hizo con la cámara portátil Méliès-Reulos al aire libre, en el jardín de la casa de Méliès en Montreuil, utilizando luz natural y un telón de tela. Méliès mismo interpretó al hombre que intentaba dormir.

## Supervivencia
Se tiene constancia de que una película comúnmente identificada como Una noche terrible sobrevive actualmente, y ha aparecido en varias colecciones publicadas en DVD. Sin embargo, la tataratataranieta de Méliès, Pauline Méliès, publicó hallazgos en 2013 que sugieren que la película que comúnmente se cree es Una noche terrible es en realidad una película posterior de Méliès, llamada Un episodio de medianoche, número 190 en los catálogos de Star Films, y que la original Una noche terrible, que ofrece un escenario más simple y con una diferente ubicación de la cámara, pero la misma trama y la misma cama, actualmente sobrevive en dos copias: un fotocollage en la Cinémathèque Française y un libro animado publicado por Lèon Beaulieu alrededor del cambio de siglo. Si esta hipótesis es precisa, tanto Una noche terrible como Un episodio de medianoche sobreviven.